# Xuklinó
Xuklinó (en rus: Шуклино) és un poble de l'óblast de Kursk, a Rússia, que en el cens del 2010 tenia 50 habitants. Pertany al districte rural de Fatej.